# アーサー・ダヴ
アーサー・ダヴ（Arthur Garfield Dove; 1880年8月2日 - 1946年11月23日）は、アメリカの抽象系の画家。
抽象絵画を描いた、最初期の画家（ヨーロッパを含めても最初期ということができる）。

## 略歴
ニューヨークの裕福な家に生まれた。父親は成功したレンガ工場の経営者だった。隣人のアマチュア画家から絵を学び、ホバート・カレッジ（Hobart College）、コーネル大学で学び、1903年に卒業した。大学時代に大学の年鑑に描いた挿絵が好評であったこともあって、商業美術の道に進み、人気が出て、「ハーパーズ・マガジン」や「サタデー・イブニング・ポスト」にイラストが採用されるようになった。結婚した後、1907年に妻とパリに移り、パリの前衛的な画家のグループに参加した。パリではアンリ・マティスやフォーヴィスムの画家たちの作品に興味を持った。1908年と1909年にパリのサロン・ドートンヌに作品を出展した。アメリカに戻った後は、イラストレーターの仕事を辞め、郊外で農業をしながら絵を描いた。1909年にニューヨークに画廊を開き前衛芸術の普及をはかったアルフレッド・スティーグリッツと知り合い、スティーグリッツの画廊で展覧会をするように勧められ、1910年に若いアメリカの芸術家のグループ展に作品を出展し、1912年に最初の個展をスティーグリッツの291ギャラリーで抽象絵画作品による個展を開く。
ダヴの作品は、ヨーロッパにおける抽象絵画の源泉となっているキュビスム・表現主義のいずれの影響もあまり受けておらず、アメリカ独自の、一種土着性の強い、アメリカの土地や自然（山・空・太陽・雲・雷・湖・植物・動物など）に根ざした、抽象絵画といえる。その意味では、（少なくとも初期の作品は）描き写す対象が全くない「絶・対象」というタイプの抽象絵画ではなく、また、外見的には（描かれている意味内容は異なると思われるが）、カラフルで有機的なフォルムの多いカンディンスキーの一部の作品との類似性もうかがわれる。
1996年、埼玉県立近代美術館他で開催された『アメリカン・モダンの旗手たち　フィリップス・コレクションによる　スティーグリッツ、オキーフ、マリン、ハートリー、ダヴ』において紹介されているが、日本での大規模な個展はまだ開催されていない。

## 作品

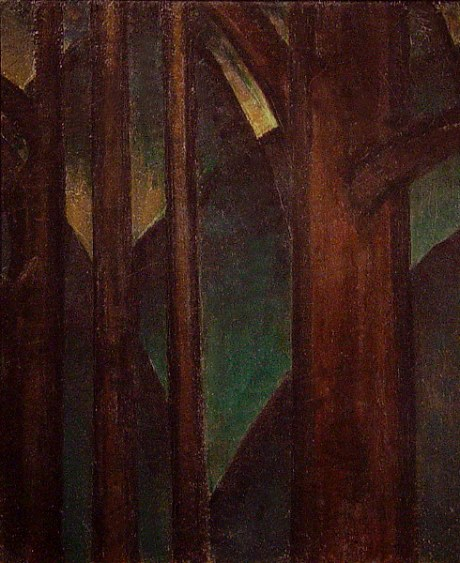
"Dark Abstraction" (1917)
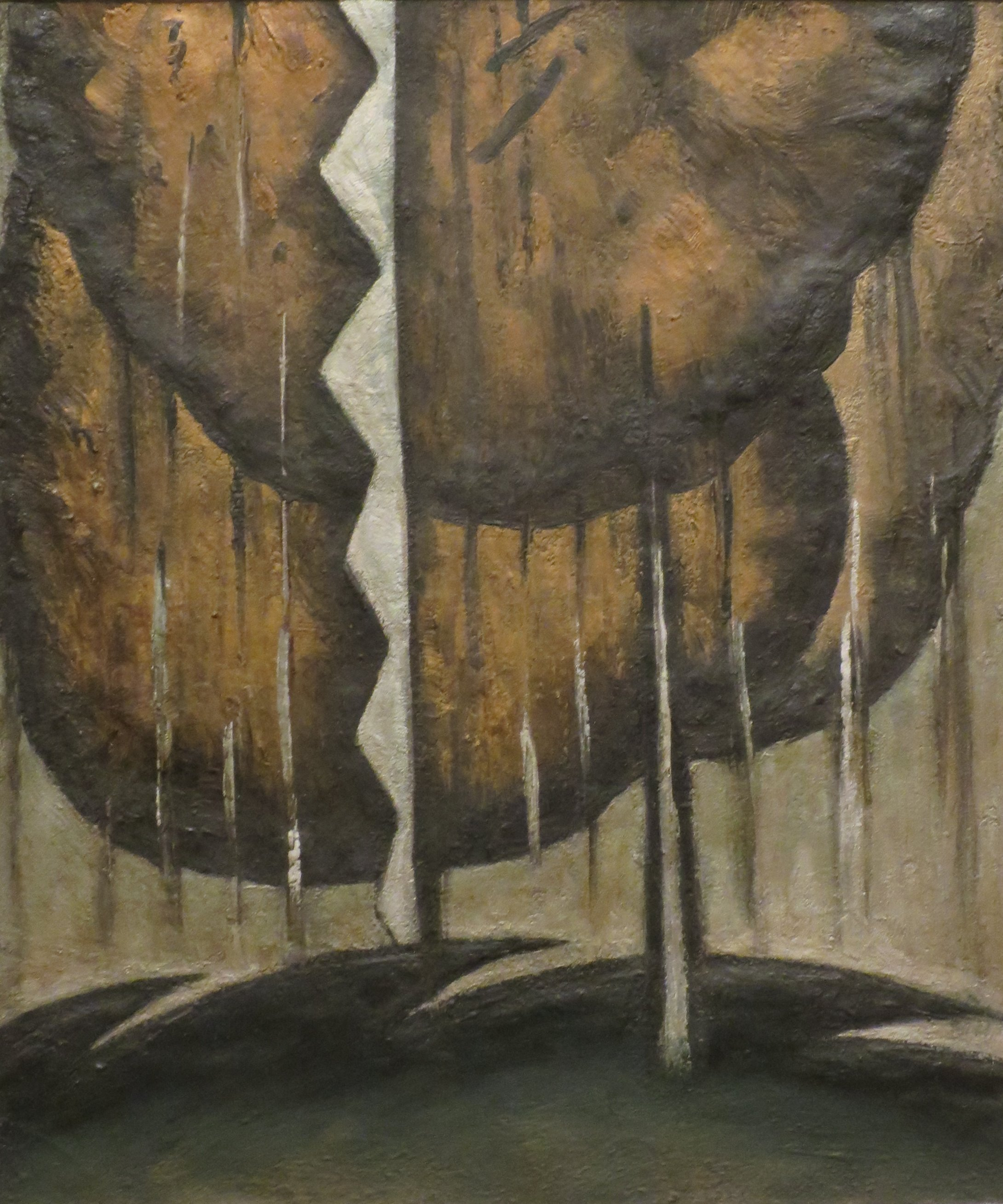
"Thunderstorm(雷雨)" (1921)) コロンバス美術館蔵
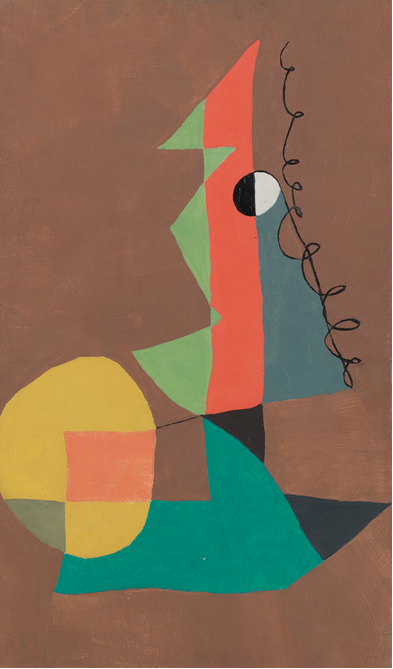
"04 PERCENT" (1942)
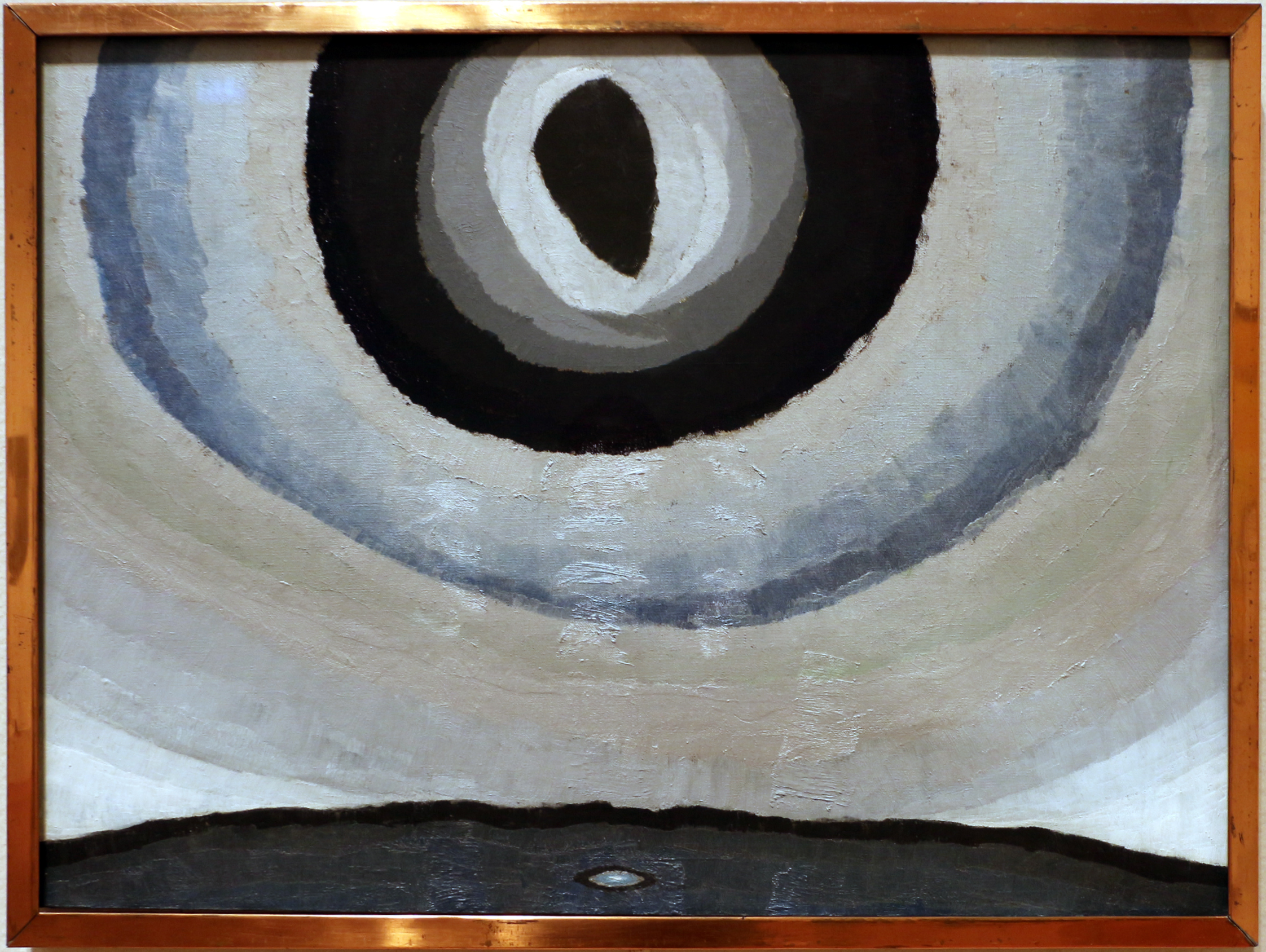
"sole d'argento(銀色の太陽)"(1929)
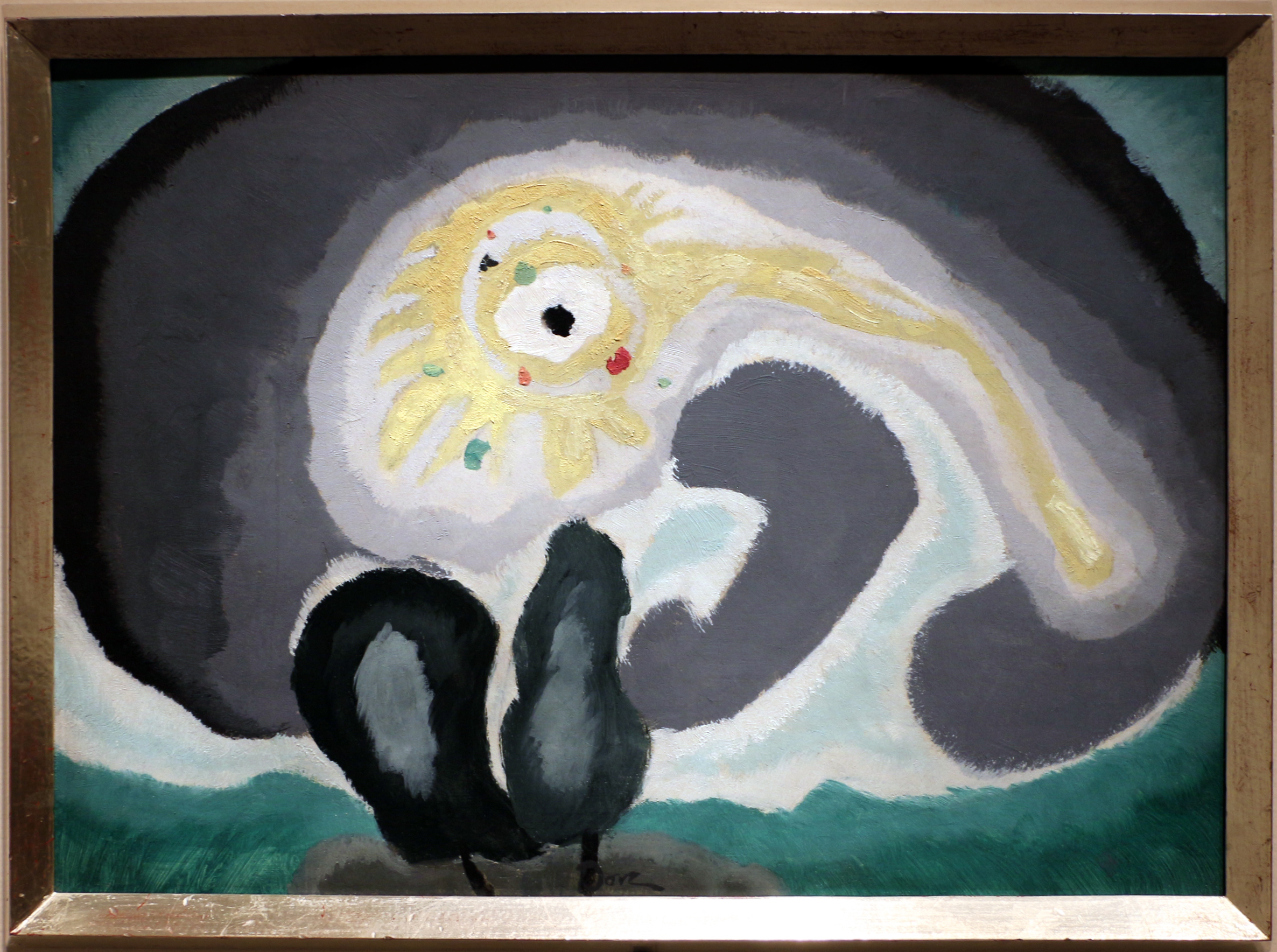
"riflessi"(1935)
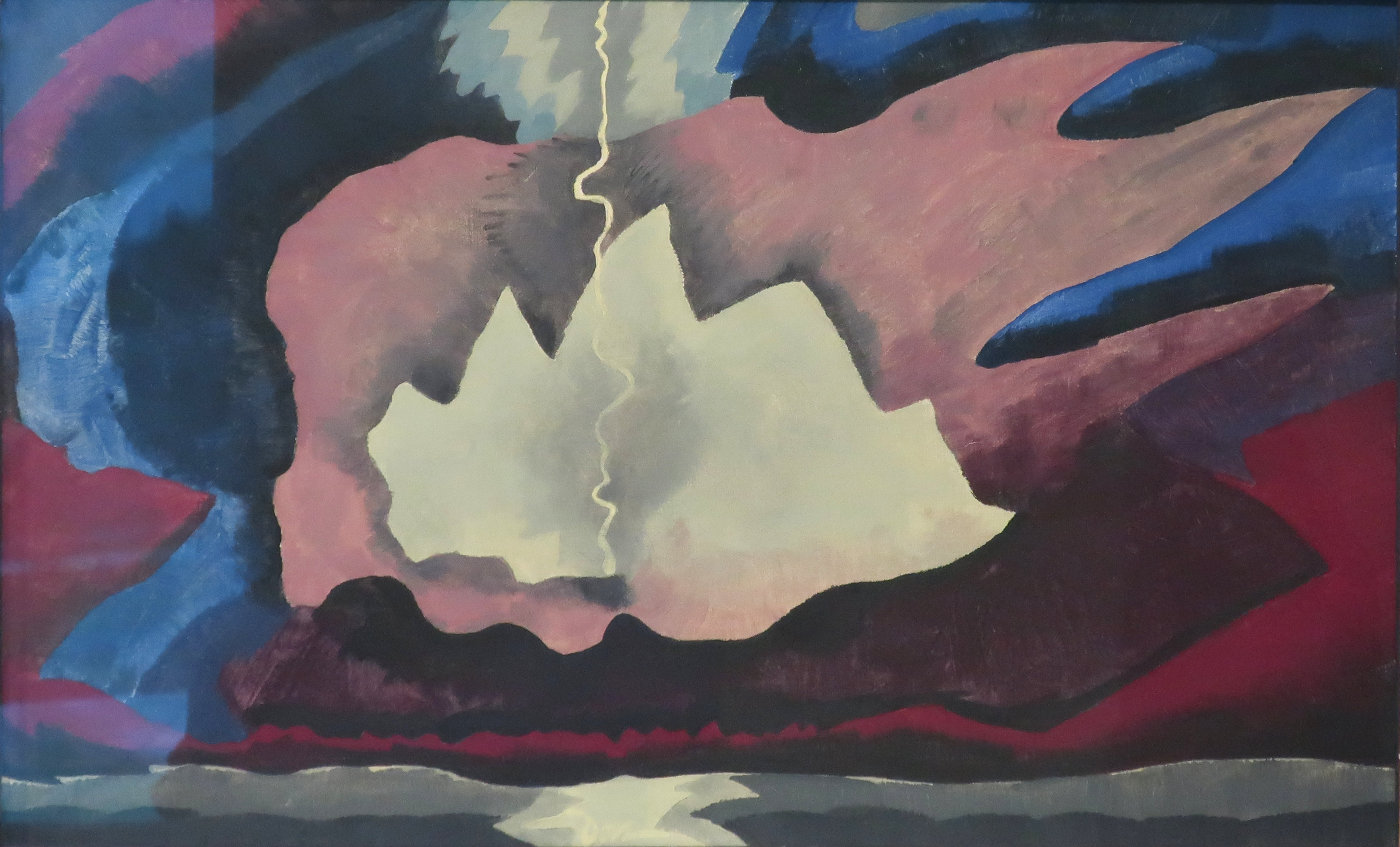
"Thunder Shower"(1940)
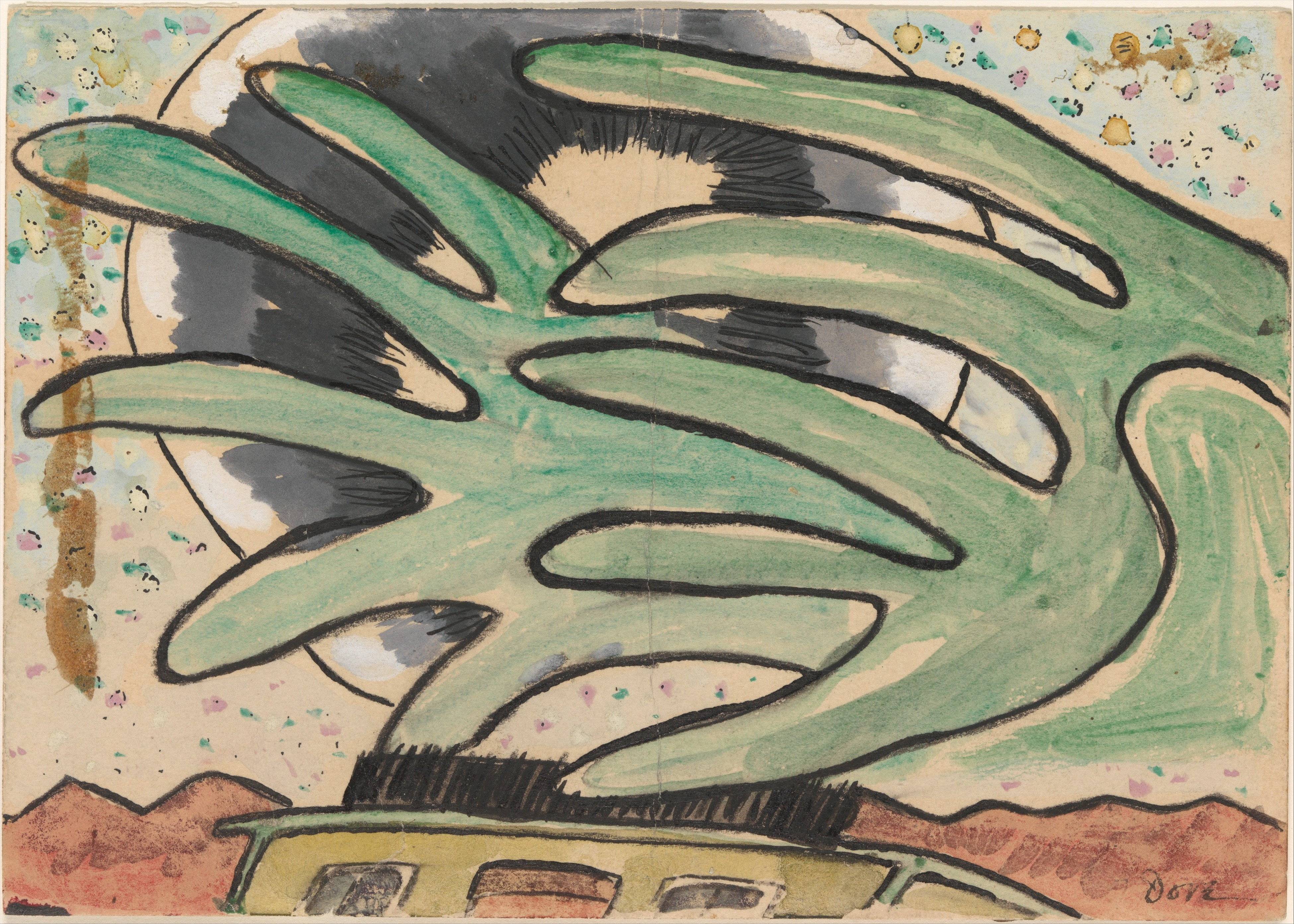
"Silver Ball, Barge, and Trees"(1930) メトロポリタン美術館蔵
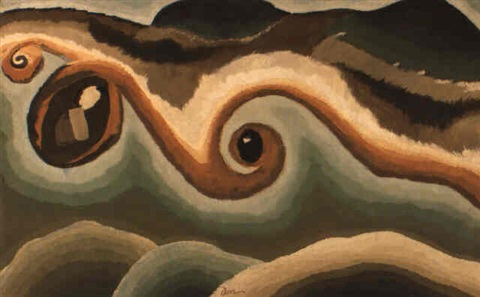
"Canandaigua Outlet" (1937)